# All Rights Reversed

此「水平反转的©」是Copyleft標誌。它僅是Copyright 標誌的反转版本，並無實質上的法律意義。

（撤回所有权利，有时候写作）是一条英文短语，用于表示许可的状态。这是对普通版权免责声明（All Rights Reserved）的变形，前者最早的文本形式是在布宜诺斯艾利斯公约中提出的。
1960年代末，格利高里·希尔用来允许重新出版他的著作 Principia Discordia。他的声明紧随着一个指代的符号Ⓚ，用于戏谑版权的符号©。
在1984年或1985年，在程序员唐·霍普金斯寄给理查德·斯托曼的信封上有（著作傳：撤回所有权利）。斯托曼用这条短语来标识自由软件的分发方式。 该短语一般附带着一个版权符号©的反转形式（见图式）。